# Acer ràpid

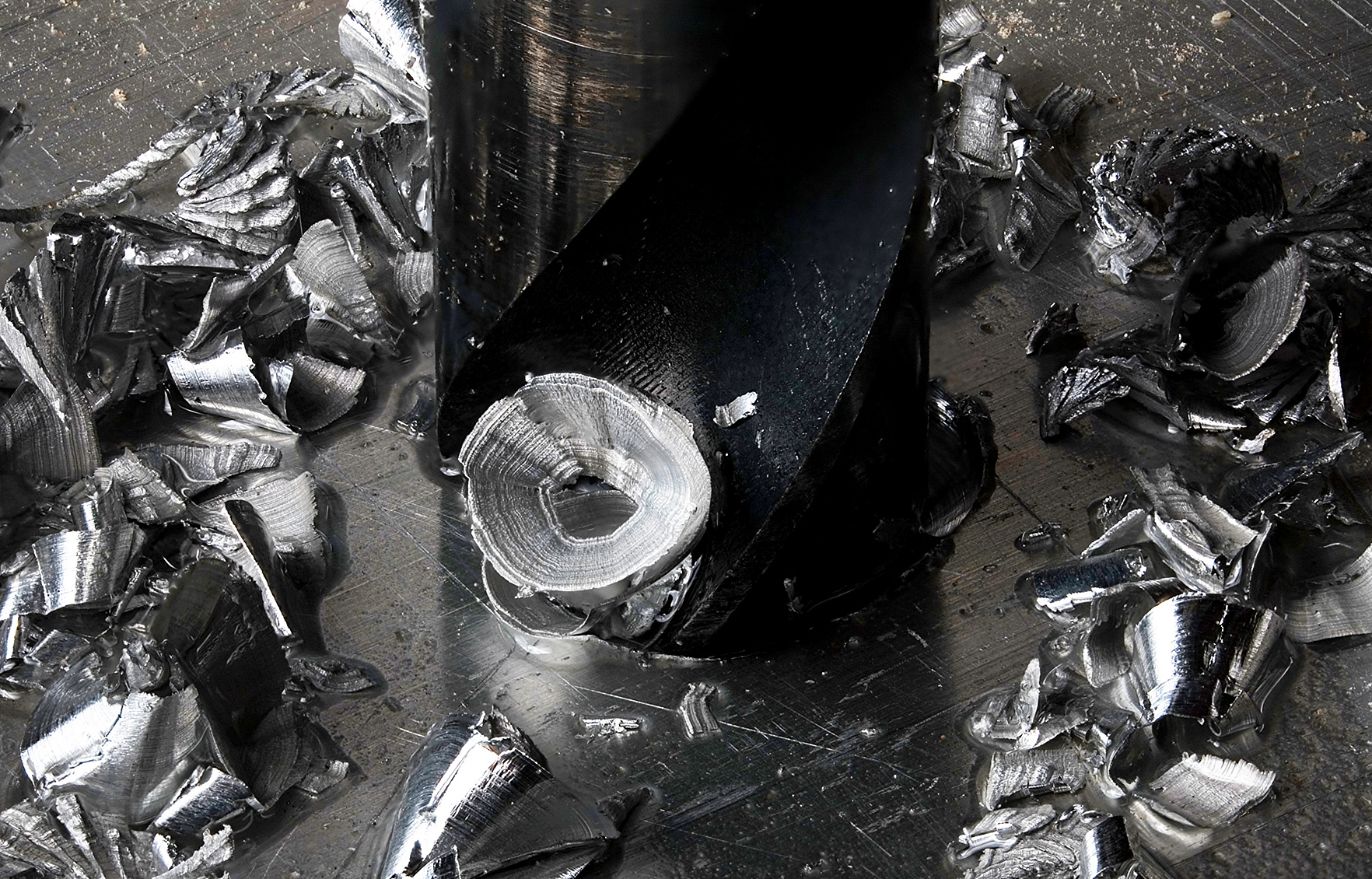
Broca d'acer ràpid perforant una xapa de alumini amb alcohol metílic com lubricant.

Els  acers ràpids ,  d'alta velocitat  o  HSS  (High Speed Steel) s'usen per a eines, generalment de sèries M i T (AISI-SAE). Amb molibdè i tungstè (també pot tenir vanadi i crom), tenen bona resistència a la temperatura i al desgast. Generalment és usat en broques i freses, mascles, per realitzar processos de mecanitzat amb màquina eina.

## Història
El HSS va ser descobert el 1897 per  Frederik Winslow Taylor , Enginyer americà més conegut per haver posat les bases de l'Organització Científica del Treball (Taylorisme)
Treballant en la Betlem Steel va descobrir després de molts experiments, que afegint Wolframi a un acer aliat en una proporció 18/08 augmentava el seu punt de fusió des de 500 °C fins a 800 °C.
Es basa en l'acer RMS descobert per Robert Mushet 30 anys enrere i que venia sent emprat com a millor acer per a eines de tall.
Pensat com acer d'eina va poder augmentar la velocitat de tall habitual de 10 m/min fins a 40 m/min
Els Acer Ràpids (HSS) tenen alts nivells de duresa i molt bona resistència al desgast a altes temperatures de laminació. Aquesta qualitat es produeix pel mètode de doble Colada centrifugada (CC Duplex) i el material del nucli és ferro de grafit esferoïdal (SG) perlítica.
La seva composició i subseqüent tractament tèrmic asseguren que la duresa de la capa exterior del material HSS arribarà als 80/85 ° shore+C ', amb una duresa uniforme al llarg de la seva vida útil, mentre que l'estructura de carburs complexos de Vanadi, tungstè, Niobi i Molibdè en una matriu martensítica assegura un desgast uniforme així com una alta resistència al desgast. Aquest tipus de cilindre s'utilitza en posicions d'acabat per incrementar els temps de campanya i obtenir un millor acabat en la superfície del producte laminat.
Avui en dia disposem d'una varietat d'acers ràpids:
```
HSS
```

```
HSSE
```

```
HSS CO5 (aliatge de cobalt a un 5%)
```

```
HSS Co8 (aliatge de cobalt a un 8%)
```

```
HSS Co10 (aliatge de cobalt a un 10%)
```

```
HSS-G (Tractament de superfície en nitrur de titani "TiN", amb el seu peculiar color daurat)
```

```
HSS-R
```